# Louis Pandellé
Louis Pandellé est un entomologiste français, né le 1er mars 1824 à Plaisance et mort le 27 février 1905 à Tarbes.
Pandellé fait ses études à Aire-sur-l'Adour et entre, en 1840, au collège royal de Pau où il reçoit son baccalauréat de lettres en 1841. Il étudie la médecine à Toulouse, où il reçoit son baccalauréat en sciences. Il poursuit ses études à Paris en 1844. Il abandonne la médecine en 1848 et quitte Paris pour s’installer à Maubourguet, il se consacre dès lors à l’entomologie.
Il est connu pour ses travaux sur les coléoptères et les diptères. Ses collections de diptères sont léguées à Émile Gobert (?-1927) qu’il donne à la Société entomologique de France.  Ses collections de coléoptères viennent en possession de Charles Adolphe Albert Fauvel (1840-1921). Ses collections d’hyménoptères sont léguées au Muséum national d'histoire naturelle de Paris en 1906.

## Liste partielle des publications
- 1869. Études monographique sur les staphylins européens de la tribu des Tachyporini Erichson. Annales de la Société Entomologique de France 9 : 261-366
- 1876. Hemisphaera Pandelle nov. gen., pp. 57–59. In S. de Uhagon, ed. Coleopteros de Badajoz. Ann. Soc. Espanola Hist. Nat. 5 : 45-78.
- 1894. Études sur les Muscides de France. Partie 2. Rev. Ent. Soc. Fr. Ent. (Caen) 14 : 287-351.
- 1895 : Études sur les Muscides de France. Partie 2. Rev. Ent. Soc. Fr. Ent. (Caen) 13 : 1-113.
- 1896. Études sur les Muscides de France. Partie 2. Rev. Ent. Soc. Fr. Ent. (Caen) 15 (1) : 1-230.
- 1898 : Études sur les Muscides de France. Partie 3 + Catalogue des Muscides de France 1-492 + 41.
- 1898 : Études sur les Muscides de France. Partie 3. Rev. Ent. Soc. Fr. Ent. (Caen) 17 : 1-80.
- 1899 : Études sur les Muscides de France. Partie 3. Rev. Ent. Soc. Fr. Ent. (Caen) 18 : 81-208.
- 1900 : Études sur les Muscides de France. Partie 3. Rev. Ent. Soc. Fr. Ent. (Caen) 19 : 221-308.
- 1901 : Études sur les Muscides de France. Partie 3. Rev. Ent. Soc. Fr. Ent. (Caen) 20 : 335-354.

## Source
- Jean Gouillard (2004). Histoire des entomologistes français, 1750-1950. Édition entièrement revue et augmentée. Boubée (Paris) : 287 p.  (ISBN 2-85004-109-2)